# Línea N803 (Interurbanos Madrid)
La línea N803 de la red de autobuses interurbanos de Madrid une el intercambiador de Atocha (Madrid) con el barrio del Naranjo de Fuenlabrada.

## Características
Esta línea nocturna discurre entre el intercambiador de Atocha (Madrid), Leganés y el barrio del Naranjo de Fuenlabrada, en un trayecto de 45 minutos de duración.
Fue creada en la década de 1980, con la denominación de N43, con el mismo recorrido que la línea diurna 491 y teniendo cabecera central en Aluche. A partir del 27 de mayo de 2005 recibe el nombre actual de N803, teniendo frecuencias cada 15 minutos y dos servicios que acababan en el Hospital Severo Ochoa.
Desde el 14 de mayo de 2018, establece su cabecera central en Atocha, cambiando parte del recorrido en Madrid y Fuenlabrada.
Se han ido añadiendo paradas en Leganés a partir de mayo de 2020 (en la entrada del Hospital Severo Ochoa (cabecera de la línea 481) y en la Ciudad del Automóvil). En 2019 se añadió una parada en Madrid, la de Consejería de Mujer en la Vía Lusitana. 
También ha quedado suprimida la parada de Leganés Tecnológico debido a las obras de construcción de la rotonda de acceso. En principio se hablaba de una pérdida provisional pero con la puesta en servicio de nuevas paradas se confirma la supresión definitiva de la parada para las líneas nocturnas.
La línea mantiene los mismos horarios todo el año (exceptuando las vísperas de festivo y festivos de Navidad).
Está operada por la Empresa Martín mediante la concesión administrativa VCM-404 - Madrid – Leganés – Fuenlabrada (Viajeros Comunidad de Madrid) del Consorcio Regional de Transportes de Madrid.

## Horarios
| Noches de domingo a jueves y festivos noche      |                      |                      |                      |                      |                      |                      |                      |                      |                      |                      |                      |                      |
| Madrid > Fuenlabrada                             | Madrid > Fuenlabrada | Madrid > Fuenlabrada | Madrid > Fuenlabrada | Madrid > Fuenlabrada | Madrid > Fuenlabrada | Madrid > Fuenlabrada | Fuenlabrada > Madrid | Fuenlabrada > Madrid | Fuenlabrada > Madrid | Fuenlabrada > Madrid | Fuenlabrada > Madrid | Fuenlabrada > Madrid |
| 00                                               | 01                   | 02                   | 03                   | 04                   | 05                   | 06                   | 00                   | 01                   | 02                   | 03                   | 04                   | 05                   |
| 15                                               | 45                   | 15                   | 45                   | 15                   | 45                   |                      | 45                   | 15                   | 45                   | 15                   | 45                   |                      |
| Noches de viernes, sábados y vísperas de festivo |                      |                      |                      |                      |                      |                      |                      |                      |                      |                      |                      |                      |
| Madrid > Fuenlabrada                             | Madrid > Fuenlabrada | Madrid > Fuenlabrada | Madrid > Fuenlabrada | Madrid > Fuenlabrada | Madrid > Fuenlabrada | Madrid > Fuenlabrada | Fuenlabrada > Madrid | Fuenlabrada > Madrid | Fuenlabrada > Madrid | Fuenlabrada > Madrid | Fuenlabrada > Madrid | Fuenlabrada > Madrid |
| 00                                               | 01                   | 02                   | 03                   | 04                   | 05                   | 06                   | 00                   | 01                   | 02                   | 03                   | 04                   | 05                   |
| 30 45                                            | 15                   | 00 30 45             | 15                   | 00 30 45             | 15                   | 00                   | 15                   | 00 30 45             | 15                   | 00 30 45             | 15                   | 00                   |

## Recorrido y paradas

### Sentido Fuenlabrada
| Código | Zona | Localidad   | Denominación                                 | Ubicación                             | Líneas de la parada                                  | Metro / Cercanías                 | Otros                                               |
| ------ | ---- | ----------- | -------------------------------------------- | ------------------------------------- | ---------------------------------------------------- | --------------------------------- | --------------------------------------------------- |
| 50011  |      | Madrid      | Av. Ciudad de Barcelona - Est. Atocha        | Avenida de la Ciudad de Barcelona Nº2 | 59 N803                                              | Atocha                            | N9 N10 N11 N13 N25 NC1 NC2 N301 N302 N303 N802 N804 |
| 3929   |      | Madrid      | Vía Lusitana - Pza. Elíptica                 | Vía Lusitana Nº2                      | 47 116 247 E1 SE832 441 442 N802 N803 N804           | Plaza Elíptica                    | N17 N801 N805 N806 N807                             |
| 3994   |      | Madrid      | Vía Lusitana - Consejería de Empleo y Mujer  | Vía Lusitana Nº102                    | 116 E1 480 N802 N803 N804                            |                                   |                                                     |
| 07617  |      | Madrid      | Vía Lusitana - Cementerio Sur                | Vía Lusitana Nº55                     | 480 484 485 N802 N803 N804                           |                                   |                                                     |
| 08205  |      | Leganés     | Ctra. M421 - C.C. Plaza Nueva                | Carretera de Carabanchel Nº2          | 480 481 482 484 485 491 492 493 N803                 |                                   |                                                     |
| 12742  |      | Leganés     | Av. Carabanchel - Parque de los Olivos       | Avenida del Dos de Mayo Nº39          | 482 491 492 493 N803                                 |                                   |                                                     |
| 07902  |      | Leganés     | Av. Fuenlabrada - Batalla de Brunete         | Avenida de Fuenlabrada Nº8            | 432 482 485 491 492 493 497 N803                     |                                   | N802                                                |
| 07900  |      | Leganés     | Av. Fuenlabrada - Trva. del Cid              | Avenida de Fuenlabrada Nº28           | 432 482 485 491 492 493 497 N803                     |                                   |                                                     |
| 07892  |      | Leganés     | Av. Fuenlabrada - Pza. España                | Avenida de Fuenlabrada Nº58           | 484 491 492 493 497 N803                             |                                   |                                                     |
| 07888  |      | Leganés     | Av. Fuenlabrada - Campoamor                  | Avenida de Fuenlabrada Nº82           | 491 492 493 497 N803                                 |                                   |                                                     |
| 07867  |      | Leganés     | Av. Fuenlabrada - Juan Sebastián Elcano      | Avenida de Fuenlabrada Nº104          | 485 486 491 492 493 497 N803                         |                                   | N804                                                |
| 15334  |      | Leganés     | Av. Fuenlabrada - Hospital Severo Ochoa      | Avenida de Fuenlabrada Nº123          | 468 481 485 491 492 493 497 N803                     | Hospital Severo Ochoa             |                                                     |
| 07862  |      | Leganés     | Ctra. M409 - Los Frailes                     | Avenida de Fuenlabrada Nº123          | 468 485 491 492 493 497 N803                         |                                   |                                                     |
| 07752  |      | Fuenlabrada | Av. Los Andes - Leganés                      | Avenida de Los Andes Nº14             | 3 492 N803                                           |                                   | 498 N804 N807                                       |
| 07758  |      | Fuenlabrada | Callao - Av. Los Andes                       | Calle de Callao Nº54                  | 3 492 N803                                           |                                   |                                                     |
| 07761  |      | Fuenlabrada | Callao - Escuela de Música                   | Calle de Callao Nº38                  | 3 492 N803                                           |                                   |                                                     |
| 07765  |      | Fuenlabrada | Callao - Centro de Salud                     | Calle de Callao Nº21                  | 3 492 N803                                           |                                   |                                                     |
| 07770  |      | Fuenlabrada | Av. Los Estados - Est. Parque de los Estados | Avenida de los Estados Nº8            | 3 6 471 492 N803                                     | Parque de los Estados             |                                                     |
| 07751  |      | Fuenlabrada | Leganés - Humilladero                        | Calle de Leganés Nº4000               | 1 3 4 5 6 468 471 491 492 497 498 526 N803 N804 N807 |                                   |                                                     |
| 07752  |      | Fuenlabrada | Móstoles - Humilladero                       | Calle de Móstoles Nº12                | 1 5 491 492 526 N803                                 | Fuenlabrada Central / Fuenlabrada |                                                     |
| 07718  |      | Fuenlabrada | Móstoles - Fátima                            | Calle de Móstoles Nº38                | 1 5 491 492 526 N803                                 |                                   |                                                     |
| 07717  |      | Fuenlabrada | Móstoles - Mirasierra                        | Calle de Móstoles Nº15                | 1 3 5 491 493 526 N803                               |                                   |                                                     |
| 07703  |      | Fuenlabrada | Móstoles - Colegio                           | Calle de Móstoles Nº68                | 1 3 5 491 492 526 N803                               |                                   |                                                     |
| 07698  |      | Fuenlabrada | Galicia - Centro de día                      | Calle de Galicia Nº2                  | 1 3 491 492 N803                                     |                                   |                                                     |
| 07697  |      | Fuenlabrada | Galicia - Farmacia                           | Calle de Galicia Nº20                 | 1 2 3 491 492 N803                                   |                                   |                                                     |
| 07694  |      | Fuenlabrada | Galicia - Colegio                            | Calle de Galicia Nº24                 | 1 2 3 491 492 N803                                   |                                   |                                                     |
| 07693  |      | Fuenlabrada | Galicia - El Naranjo                         | Calle de Galicia Nº27                 | 491 492 N803                                         |                                   |                                                     |

### Sentido Madrid
| Código | Zona | Localidad   | Denominación                                | Ubicación                                | Líneas de la parada                  | Metro / Cercanías                 | Otros                                               |
| ------ | ---- | ----------- | ------------------------------------------- | ---------------------------------------- | ------------------------------------ | --------------------------------- | --------------------------------------------------- |
| 07693  |      | Fuenlabrada | Galicia - El Naranjo                        | Calle de Galicia Nº27                    | 491 492 N803                         |                                   |                                                     |
| 07695  |      | Fuenlabrada | Galicia - Colegio                           | Calle de Galicia Nº25                    | 1 2 3 13 491 492 N803                |                                   |                                                     |
| 07695  |      | Fuenlabrada | Galicia - Kiosco                            | Calle de Galicia Nº15                    | 1 2 3 13 491 492 N803                |                                   |                                                     |
| 07699  |      | Fuenlabrada | Galicia - Centro de día                     | Calle de Galicia Nº1                     | 1 2 13 491 492 N803                  |                                   | 5                                                   |
| 07702  |      | Fuenlabrada | Móstoles - Colegio                          | Calle de Móstoles Nº68                   | 1 2 13 491 492 526 N803              |                                   |                                                     |
| 07716  |      | Fuenlabrada | Móstoles - Austria                          | Calle de Móstoles Nº35                   | 1 13 491 493 526 N803                |                                   |                                                     |
| 07719  |      | Fuenlabrada | Móstoles - Fátima                           | Calle de Móstoles Nº21                   | 1 2 5 491 492 526 N803               | Fuenlabrada Central / Fuenlabrada |                                                     |
| 07780  |      | Fuenlabrada | Tesillo - Leganés                           | Calle del Tesillo Nº34                   | 492 526 N803                         |                                   | 5 498 N804 N807                                     |
| 07779  |      | Fuenlabrada | Arroyada del Tesillo - Paz                  | Calle de Arroyada del Tesillo Nº22       | 1 492 526 N803                       |                                   |                                                     |
| 07769  |      | Fuenlabrada | Av. Estados - Est. Parque de los Estados    | Avenida de los Estados Nº8               | 2 6 471 492 526 N803                 | Parque de los Estados             |                                                     |
| 07766  |      | Fuenlabrada | Callao - Centro de Salud                    | Calle de Callao Nº12                     | 2 492 N803                           |                                   |                                                     |
| 07760  |      | Fuenlabrada | Callao - Escuela de Música                  | Calle de Callao Nº40                     | 2 492 N803                           |                                   |                                                     |
| 07759  |      | Fuenlabrada | Callao - Av. Los Andes                      | Calle de Callao Nº56                     | 2 492 N803                           |                                   |                                                     |
| 07757  |      | Fuenlabrada | Av. Los Andes - Leganés                     | Avenida de Los Andes Nº3                 | 2 492 N803                           |                                   | 498 N804 N807                                       |
| 20821  |      | Leganés     | Ctra. M409 - Ciudad del Automóvil           | Ctra. M-409 (Leganés-Fuenlabrada), km. 6 | 468 491 492 493 497 N803             |                                   |                                                     |
| 07863  |      | Leganés     | Ctra. M409 - Los Frailes                    | Avenida de Fuenlabrada Nº123             | 468 485 491 492 493 497 N803         |                                   |                                                     |
| 20407  |      | Leganés     | Av. Fuenlabrada - Hospital Severo Ochoa     | Avenida de Fuenlabrada Nº123             | 468 485 491 492 493 497 N803         | Hospital Severo Ochoa             |                                                     |
| 07868  |      | Leganés     | Av. Fuenlabrada - Saavedra Fajardo          | Avenida de Fuenlabrada Nº123             | 485 486 491 492 493 497 N803         |                                   | N804                                                |
| 07889  |      | Leganés     | Av. Fuenlabrada - Escuela Infantil          | Avenida de Fuenlabrada Nº101             | 491 492 493 497 N803                 |                                   |                                                     |
| 07893  |      | Leganés     | Av. Fuenlabrada - Getafe                    | Avenida de Fuenlabrada Nº75              | 484 491 492 493 497 N803             |                                   |                                                     |
| 07901  |      | Leganés     | Av. Fuenlabrada - Constitución              | Avenida de Fuenlabrada Nº27              | 482 485 491 492 493 497 N803         |                                   |                                                     |
| 07916  |      | Leganés     | Av. Fuenlabrada - Av. Rey Juan Carlos I     | Avenida de Fuenlabrada Nº3               | 482 485 491 492 493 497 N803         |                                   | N802                                                |
| 09510  |      | Leganés     | Av. La Mancha - Parque de los Olivos        | Avenida de La Mancha Nº36                | 482 491 492 493 497 N803             |                                   |                                                     |
| 08206  |      | Leganés     | Ctra. M421 - C.C. Plaza Nueva               | Carretera de Carabanchel Nº2             | 480 481 482 484 485 491 492 493 N803 |                                   |                                                     |
| 07616  |      | Madrid      | Vía Lusitana - Cementerio Sur               | Vía Lusitana Nº55                        | 480 484 485 N802 N803 N804           |                                   |                                                     |
| 3995   |      | Madrid      | Vía Lusitana - Consejería de Empleo y Mujer | Calle de Ontanilla Nº46                  | 116 E1 480 N802 N803 N804            |                                   |                                                     |
| 19224  |      | Madrid      | Vía Lusitana - Plaza Elíptica               | Vía Lusitana Nº2                         | 155 SE2 441 442 545 N802 N803 N804   | Plaza Elíptica                    | N17 N801 N805 N806 N807                             |
| 50011  |      | Madrid      | Av. Ciudad de Barcelona - Est. Atocha       | Avenida de la Ciudad de Barcelona Nº2    | 59 N803                              | Atocha                            | N9 N10 N11 N13 N25 NC1 NC2 N301 N302 N303 N802 N804 |